# Thalia Zedek
Thalia Zedek (Washington, 26 settembre 1961) è una cantante e chitarrista statunitense.

## Biografia
Cresciuta a Washington, dove completa le scuole superiori, si trasferisce nel 1979 a Boston dove si iscrive all'università. Qui inizia l'attività musicale entrando a far parte dapprima delle White Women, poi dei Dangerous Birds, con i quali pubblica un singolo di discreto successo. Ispirata da Patti Smith e dalla ricerca di un suono più ruvido e diretto, forma gli Uzi Il gruppo pubblica un solo EP Sleep Asylum prima di sciogliersi a causa di dissidi tra i componenti del gruppo.
Thalia si trasferisce a New York dove diventa nel 1987 la cantante del gruppo no wave Live Skull. Con essi quali pubblica due album.
Terminato il progetto Live Skull, la Zedek, che nel frattempo è diventata tossicodipendente dall'eroina, ritorna a Boston dove, aiutata dai vecchi amici, inizia un percorso di disintossicazione.
Assieme a Chris Brokaw forma i Come, gruppo alternative rock con venature blues.
Nel 1998 partecipa al Suffragette Sessions Tour delle Indigo Girls.
L'attività del gruppo prosegue a pieno ritmo fino al 2001, anno in cui pubblica il primo album da solista Been Here and Gone, negli anni successivi pubblica due album a proprio nome.
Nel 2016 forma gli E (anche conosciuti come A band called E) assieme a Jason Sidney Sanford ex dei Neptune ed a Gavin McCarthy ex dei Karate
Si dichiara orgogliosamente lesbica.

## Discografia

### Album

#### Con gli Uzi
- 1986 - Sleep Asylum (Homestead Records)

#### Con i Live Skull
- 1988 - Dusted (Homestead Records)
- 1989 - Positraction (Caroline Records)

#### Da solista
- 2001 - Been Here and Gone
- 2004 - Hell Is In Hello (live)
- 2004 - Trust Not Those in whom without Some Touch of Madness
- 2008 - Liars and Prayers
- 2008 - Via
- 2016 - Eve
- 2018 - Fighting Season

#### Con gli E
- 2018 - Negative work